# Gümüştepe, Kağızman
Gümüştepe là một xã thuộc huyện Kağızman, tỉnh Kars, Thổ Nhĩ Kỳ. Dân số thời điểm năm 2010 là 223 người.